# Nitrate de sodium
« E251 » redirige ici. Pour les autres significations, voir E251 (homonymie).
Le nitrate de sodium est un composé chimique ionique incolore et hygroscopique, contenant l'anion nitrate et le cation sodium, caractérisé par la formule NaNO3. Il correspond au minéral naturel de maille rhomboédrique et trigonale, la nitronatrite.
C'est le principal composant du salpêtre du Chili qui a été au XIXe siècle et au début du XXe siècle une matière première essentielle pour l'industrie chimique européenne pour la synthèse de l'acide nitrique et de ses dérivés, comme les engrais nitratés et les composés entrant dans la fabrication des munitions et des explosifs. Son rôle crucial pour l'industrie de l'armement en Europe lors de la première guerre mondiale explique les enjeux de la guerre du salpêtre, en particulier pour le contrôle de cette ressource minérale dans les contrées voisines du désert d'Atacama en Amérique du Sud.
Il ne doit pas être confondu avec le nitre des minéralogistes ou le salpêtre des anciens chimistes qui correspond au nitrate de potassium (KNO3), utilisé pour fabriquer la poudre noire (poudre à canon).

## Propriétés physico-chimiques
Le nitrate de sodium pur se présente à l'état solide sous forme de cristaux incolores ou d'une poudre blanche, de densité 2,257 qui fond à 308 °C. A température plus élevée, sa phase liquide bout et se décompose à 380 °C.
Le nitrate de sodium est très soluble dans l'eau : 921 g·L-1 à 25 °C. Il est également fortement soluble dans l'ammoniac liquide et l'hydrazine.

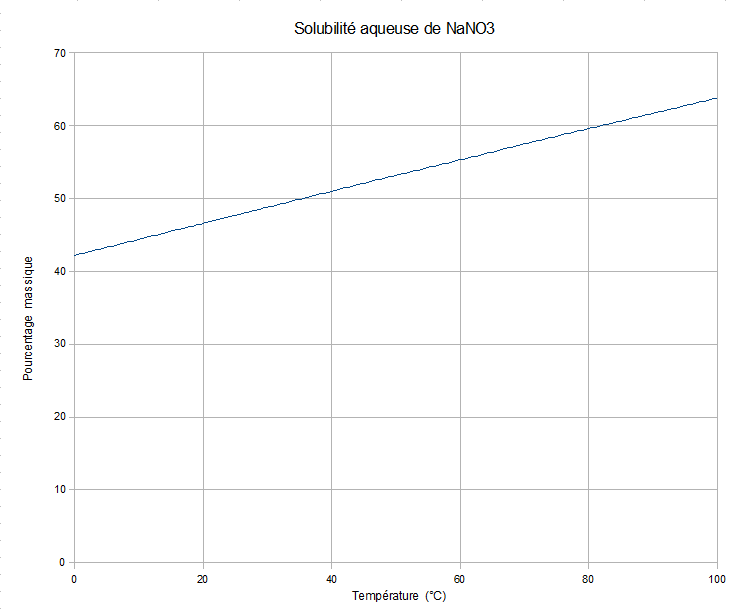
Solubilité (pourcentage massique) du nitrate de sodium en phase aqueuse en fonction de la température.

Sa solubilité pour 100 g d'eau pure (pourcentage massique) augmente avec la température : elle passe de 73 g à 0 °C, à 180 g à 100 °C. Il est aussi légèrement soluble dans l'alcool[Lequel ?] à 95 % et le glycérol.
Le nitrate de sodium est très légèrement soluble dans la pyridine et insoluble dans l'acétone.

## Utilisation comme additif alimentaire
Sous le numéro E251, le nitrate de sodium est utilisé comme additif alimentaire (conservateur) dans certaines viandes (volailles et charcuteries). Il ne doit pas être confondu avec le nitrite de sodium, lui aussi utilisé pour la conservation de la viande, qui porte le numéro E250. Il est à noter qu’afin de produire de la charcuterie sans devoir mentionner explicitement l'ajout de nitrites dans la composition du produit, l’industrie agro-alimentaire utilise le nitrate de sodium comme ingrédient. Le nitrate se transforme cependant partiellement en nitrite dans le produit fini.

## Cancérogénicité
Comme pour le nitrite de sodium, la consommation de nitrate de sodium est associée à une augmentation du risque de cancer colorectal.

## Utilisation pour la purification de l'or
Le nitrate de sodium est utilisé notamment dans les opérations de recyclage de l'or des composants électroniques et des résidus de bijouterie. Sous forme de poudre, il a l'avantage d'être plus facile à manipuler que l'acide nitrique pour préparer de l'eau régale.
L'eau régale (étymologie: eau royale) est un mélange d'acide nitrique et d'acide chlorhydrique concentrés utilisé pour dissoudre l'or. Le principe est que l'acide chlorhydrique facilite la dissolution de l'or en complexant par les ions chlorures la fraction déjà oxydée par l'acide nitrique. Comme le nitrate de sodium est un sel de l'acide nitrique et du sodium et que l'ion sodium n'influence pas la réaction, le nitrate de sodium peut remplacer l'acide nitrique.
La suite des réactions chimiques de l'extraction de l'or en utilisant le nitrate de sodium comprend une neutralisation de l'acide (souvent à l'aide d'urée)[réf. nécessaire], puis la précipitation de l'or sous forme de boue (souvent avec du métabisulfite de sodium, Na2S2O5). La boue est ensuite fondue pour agglomérer l'or métallique.

## Salpêtre du Chili
D'importants dépôts contenant jusqu'à 25 % de nitrate de sodium furent exploités au Chili, dans le désert d'Atacama de 1820 jusqu'à la Première Guerre mondiale. Ce gisement était la principale source d'engrais azoté jusqu'à la mise au point du procédé Haber par Fritz Haber et Carl Bosch pour la synthèse de l'ammoniac à partir de l'azote atmosphérique.
La synthèse industrielle de l'ammoniac, a rendu cette matière première obsolète dès l'entre-deux-guerres.